# Otionellina minuta
Otionellina minuta is een mosdiertjessoort uit de familie van de Otionellidae. De wetenschappelijke naam van de soort is voor het eerst geldig gepubliceerd in 1985 door Cook & Chimonides.